# Peter Weinmeister
Peter Weinmeister (* 1. Juli 1946 in Graz) ist ein ehemaliger österreichischer Politiker der FPÖ. Er war von 1988 bis 1993 dritter stellvertretender Bürgermeister sowie von 1998 bis 2003 alleiniger stellvertretender Bürgermeister der Landeshauptstadt Graz.

## Biographie
Peter Weinmeister studierte Rechtswissenschaft und Betriebswirtschaftslehre. Er begann früh eine Karriere in der steirischen FPÖ, in deren Landesleitung er seit 1970 Mitglied war. Darüber hinaus war er  Vorstandsmitglied des Freiheitlichen Akademikerverbandes und Mitglied des parteinahen „Vereins zur Förderung fortschrittlicher Gemeindepolitik“ und  1974 trat er in den Verwaltungsdienst des Magistrats der Stadt Graz ein. Seine aktive kommunalpolitische Tätigkeit begann Weinmeister 1978, als er unter dem damaligen FPÖ-Bürgermeister Alexander Götz Mitglied des Gemeinderates wurde. 1986 war Weinmeister als Stadtrat erstmals in der Grazer Stadtregierung vertreten, 1987 wurde er Stadtparteiobmann der FPÖ und Mitglied der FPÖ-Bundesparteileitung. In den folgenden 16 Jahren trat bei mehreren Wahlen erfolglos gegen den langjährigen SPÖ-Bürgermeister Alfred Stingl an. Von 1988 bis zur Abschaffung dieses Amtes 1993 fungierte er als dritter stellvertretender Bürgermeister und war von 1993 bis 1998 erneut Stadtrat. Seinen größten politischen Erfolg errang Weinmeister bei der Gemeinderatswahl in Graz 1998, bei der die FPÖ nach einem stark gegen Ausländer und Bettler gerichteten Wahlkampf 27,1 % der Stimmen errang und zweitstärkste Kraft im Gemeinderat wurde. Infolgedessen bekleidete Weinmeister das Amt des (nunmehr einzigen) stellvertretenden Bürgermeisters.
Als sein politisches „Steckenpferd“ bezeichnete Weinmeister das Umweltreferat der Stadt, welchem er lange vorstand. Während dieser Zeit entwickelte dieses sich von einem wenig beachteten „Hilfsamt“ (Zit. Weinmeister) zu einem stark auftretenden Referat, das in Graz auf dem Gebiet der Nachhaltigkeit viele Erfolge erzielen konnte. Als Lokale Agenda 21 beschloss der Gemeinderat am 6. Juli 1995 einstimmig das Programm „Ökostadt 2000“, welches zum Ziel hatte, Umweltpolitik nicht wie bis dahin als Sicherung der für die menschliche Gesundheit notwendigen Güte der Umwelt zu definieren, sondern durch vermehrte Vorsorge Umweltschäden gar nicht erst entstehen zu lassen. In Anerkennung dieser Bemühungen wurde die Stadt Graz 1996 von der Europäischen Union mit dem Sustainable City Award der Europäischen Union ausgezeichnet.
Bei den Gemeinderatswahl in Graz 2003 erlitt die FPÖ herbe Verluste, die Partei errang nur noch rund 8 % der Stimmen. Beeinflusst wurde dieses Ergebnis auch durch Ereignisse auf Bundesebene – die Partei war seit dem Knittelfelder Putsch und dem Bruch ihrer Koalition mit der ÖVP (Bundesregierung Schüssel I) personell und inhaltlich im Umbruch, Weinmeister hatte in Graz auch mit parteiinternen Gegner zu kämpfen gehabt. In Folge des schlechten Ergebnisses verzichtete er auf sein Gemeinderatsmandat und zog sich aus allen politischen Funktionen zurück. Nachfolger wurde sein bisheriger Stellvertreter Gerhard Kurzmann.
Peter Weinmeister ist verheiratet und Vater zweier Kinder. Nach Ende seiner politischen Karriere engagierte er sich unter anderem ehrenamtlich als Aufsichtsrat bei den Bühnen Graz sowie als Obmann des Friedrich-Schiller-Studentenheim-Vereines.